# Best (film)
Best è un film del 2000 diretto da Mary McGuckian e interpretato da John Lynch, nel ruolo del leggendario calciatore George Best.
Il film narra dell'ascesa e della caduta del calciatore nordirlandese George Best: dal trasferimento ancora in giovane età, nonostante l'incertezza del padre, a Manchester in Inghilterra nel settore giovanile del Manchester United alla definitiva consacrazione con la vittoria della Coppa dei Campioni e l'assegnazione del Pallone d'oro nel 1968.
George Best era ancora in vita all'epoca del film, anche se aveva già subito un trapianto di fegato, e compare nei fotogrammi di chiusura dei titoli di coda. Le sue disavventure al di fuori dei campi di calcio e della trama del film si concluderanno tragicamente con la sua prematura morte per cirrosi epatica il 25 novembre 2005 all'età di 59 anni.

## Trama
La notorietà e il denaro travolgono il giovane campione che si lascia cadere progressivamente in una spirale di abuso di alcool, gioco d'azzardo e di notti folli che condizionano pesantemente sia i suoi rapporti sociali, sia quelli con il nuovo allenatore Tommy Docherty, ed infine con la sua società di appartenenza che, nonostante i successi, tollera sempre meno la sua condotta.
Best, nonostante i tentativi di ricondurlo ad una vita meno sregolata da parte dei compagni di squadra e del vecchio allenatore Matt Busby, si lascerà sempre più andare fino al punto di non riuscire più a gestire la sua dipendenza dall'alcool e, dopo l'addio al Manchester United seguito dal girovagare in varie squadre di tre continenti (Europa, Stati Uniti ed Australia), sarà arrestato dalla polizia per guida in stato di ebbrezza ed imprigionato per scontare una condanna di quattro mesi.

## Distribuzione
Il film ebbe la sua prima assoluta a Belfast (città natale di Best) il 1º maggio 2000; venne distribuito nelle sale cinematografiche britanniche dalla Optimum Releasing il 12 maggio successivo.
In Italia uscì in alcune sale il 10 maggio 2002, distribuito dalla Fandango; poco tempo dopo fu distribuito per il mercato dell'home video.
Fu trasmesso in televisione per la prima volta il 3 maggio 2000 sulla rete nazionale giapponese.